# لي شانغ فو
لي شانغ فو (مواليد فبراير 1958) هو مهندس طيران صيني وجنرال جيش التحرير الشعبي الصيني. يشغل حالياً منصب وزير الدفاع منذ مارس 2023.
وفي 24 أكتوبر 2023، وقّع الرئيس الصيني شي جين بينغ، مرسوما بإعفائه من منصبه.